# Partei des Afrikanischen Verbunds
Die Partei des Afrikanischen Verbunds (französisch: Parti du Regroupement Africain, Kürzel: PRA) war eine politische Partei in Französisch-Westafrika.

## Geschichte
Die Partei des Afrikanischen Verbunds entstand bei einem Treffen afrikanischer Parteichefs im März 1958. Ihr eigentlicher Gründungskongress fand von 25. bis 27. Juli 1958 in Cotonou statt. Die Partei unter dem Vorsitz des senegalesischen Politikers Léopold Sédar Senghor war ein Zusammenschluss der Afrikanischen Sozialistischen Bewegung (MSA), der Convention Africaine (CAf) und des Parti Républicain du Dahomey (PRD). Sie war interterritorial organisiert und setzte sich aus Mitgliedsparteien in einzelnen französischen Überseegebieten zusammen. Dazu zählten unter anderem der Parti du Regroupement Soudanais (PRS-PRA) aus Französisch-Sudan, die Union progressiste sénégalaise (UPS-PRA) aus Senegal, der Mouvement du Regroupement Voltaïque (MRV-PRA) aus Obervolta, der Regroupement des Partis de la Côte d’Ivoire (RPCI-PRA) aus der Elfenbeinküste und die Union Progressiste Guinéenne (UPG) aus Guinea. Generalsekretär der Partei des Afrikanischen Verbunds wurde Djibo Bakary aus Niger. Zu den wichtigsten Funktionären der Partei neben Senghor und Bakary zählten Jean-Hilaire Aubame, Mamadou Dia, Hamadoun Dicko, Abel Goumba und Sylvanus Olympio.
Der PRA bildete in Französisch-Westafrika ein starkes Gegengewicht zur ebenfalls interterritorial organisierten Afrikanischen Demokratischen Sammlung (RDA) unter Félix Houphouët-Boigny. Im September 1958 fand – auch in den französischen Überseegebieten – das Verfassungsreferendum zur Fünften Französischen Republik statt. Ein Ja bedeutete für die ehemaligen Kolonien eine erweiterte Autonomie innerhalb der Communauté française, ein Nein die sofortige Unabhängigkeit von Frankreich. Der PRA mobilisierte für ein Nein und strebte die Schaffung eines afrikanischen Bundesstaats an, der erst später in Verhandlungen über den Eintritt in eine multinationale Konföderation treten sollte, während der RDA ein Ja befürwortete. Tatsächlich entschied sich nur Guinea für die sofortige Unabhängigkeit. Der PRA-Vorsitzende Senghor arbeitete weiter an seiner Vorstellung eines Bundesstaats, der ursprünglich Französisch-Sudan, Obervolta, Dahomey, Niger und Senegal umfassen hätte sollen, und gründete im Januar 1959 die fragile Mali-Föderation. Am 1. Juli 1959 ging aus dem PRA die Partei der Afrikanischen Föderation (PFA) hervor.